# Konarak (Verwaltungsbezirk)
Konarak (persisch شهرستان کنارک) ist ein Schahrestan in der Provinz Sistan und Belutschistan im Iran. Er enthält die Stadt Konarak, welche die Hauptstadt des Verwaltungsbezirks ist. Er ist einer von zwei Bezirken der Provinz mit einem Zugang zum Meer.

## Demografie
Bei der Volkszählung 2016 betrug die Einwohnerzahl des Schahrestan 98.212. Die Alphabetisierung lag bei 73 Prozent der Bevölkerung. Knapp 48 Prozent der Bevölkerung lebten in urbanen Regionen.
| Zensusjahr | Einwohnerzahl |
| ---------- | ------------- |
| 2011       | 82.001        |
| 2016       | 98.212        |